# Hello Again – Ein Tag für immer
Hello Again – Ein Tag für immer ist eine deutsche Liebeskomödie von Maggie Peren, die am 12. August 2020 beim Pop-Up-Autokino-Filmfest München ihre Premiere feierte und am 17. September 2020 in die deutschen Kinos kam.

## Handlung
Zazie lebt mit ihren zwei engsten Freunden in einer Wohngemeinschaft der Beziehungsunfähigen. Als die Einladung zur Hochzeit ihres ehemals besten Freundes Philipp und ihrer Erzrivalin Franziska in ihrem Briefkasten landet, muss sie ihren alten Freund vor dem Fehler seines Lebens bewahren, doch ihr Versuch, die Hochzeit zu sabotieren, scheitert kläglich. Aufgrund einer Zeitschleife geschieht dies wieder und wieder. Irgendwann wird ihr klar, dass es ihr gar nicht um Philipp geht, sondern dass sie sich in Anton verliebt hat, der an Narkolepsie leidet. Die beiden kommen zusammen.

## Produktion
Regie führte Maggie Peren, die auch das Drehbuch schrieb. In der Vergangenheit war sie als Autorin für Mädchen, Mädchen und Napola – Elite für den Führer tätig. Für letztere Arbeit wurde sie gemeinsam mit Dennis Gansel mit dem Deutschen Filmpreis in der Kategorie Bestes Drehbuch ausgezeichnet. Ihr Regiedebüt gab sie 2007 mit Stellungswechsel, 2011 folgte ihr zweiter Film Die Farbe des Ozeans. Der Thriller Nocebo von Lennart Ruff, für den sie das Drehbuch schrieb, wurde 2014 als bester ausländischer Film mit dem Studenten-Oscar ausgezeichnet.
Die Dreharbeiten fanden im Frühjahr 2019 statt. Als Kameramann fungierte Marc Achenbach.
Ein erster Trailer wurde Ende Juli 2020 vorgestellt. Die Premiere des Films erfolgte am 12. August 2020 beim Pop-Up-Autokino-Filmfest München.
Im Mai 2021 wurde Hello Again – Ein Tag für immer in die Vorauswahl für den Deutschen Filmpreis aufgenommen.